# جايسون بولغر
جايسون بولغر (بالإنجليزية: Jason Bulger)‏ هو لاعب كرة قاعدة أمريكي، ولد في 6 ديسمبر 1978 في لورينسفيل في الولايات المتحدة.

## وصلات خارجية
- جايسون بولغر على موقع دوري كرة القاعدة الرئيسي (الإنجليزية)
- جايسون بولغر على موقعبيزبول رفرنس.كوم (الدوري الرئيسي) (الإنجليزية)
- جايسون بولغر على موقعبيزبول رفرنس.كوم (الدوري الثانوي) (الإنجليزية)
- جايسون بولغر على موقع إي إس بي إن.كوم (أم.أل.بي) (الإنجليزية)
- جايسون بولغر على موقع مشجعي الرسوم البيانية (الإنجليزية)